# Hubert Le Loup de Beaulieu
Hubert Le Loup de Beaulieu est un officier de marine français, né à Nantes le 30 mai 1739 et mort dans le golfe du Bengale à bord de la frégate Forte (en) le 1er mars 1799.

## Biographie
Descendant du maire Michel Le Lou, Hubert Le Loup de Beaulieu est le fils de Jean François Le Lou, sieur de Beaulieu, et de Jeanne Guérin, dame de La Roche-Pallière.
Engagé dans la guerre de Sept Ans, Hubert Le Lou de Beaulieu sert dans les états-majors des vaisseaux de la Compagnie des Indes à partir de 1759. Deuxième enseigne sur le Comte de Provence de la Compagnie des Indes de 1763 à 1764, puis premier enseigne sur la corvette affrétée Sage armée pour l'Île de France le 1er mai 1766, il fait campagne avec le grade de premier lieutenant sur le Duc de la Vrillière (1773-1775).
En 1776, il commande le navire marchand Carnate pour un voyage vers la Chine.
En 1796, Beaulieu-Leloup sert dans la Marine à Rochefort avec le grade de commandant. Il commande la frégate Forte (en) dans l'escadre de Sercey.
En septembre 1797, Sercey le fait relever de son commandement et il est alors remplacé par le capitaine Ravenel, mais il est finalement réintégré sur l'insistance du gouverneur Malartic, qui cède aux pressions de l'Assemblée coloniale et envoie la Prudente (en) et la Forte s'engager dans le commerce indépendant en pillant le Bengale, perturbant les plans de Sercey. Sercey, furieux, écrit au ministère de la Marine : « Le général Malartic savait que je comptais ne pas laisser un commandement aussi important que celui de Forte entre les mains du capitaine Beaulieu, dont l'âge et la lassitude ont affaibli les facultés ».
Le 24 février 1799, la Forte engage le combat contre l'East Indiaman Osterley (en). Après la bataille, Beaulieu-Leloup, jugeant le feu de Forte trop bas, ordonne de relever ses canons en diminuant leurs pierres d'angle de 2,7 cm.

### Le combat du28 février 1799

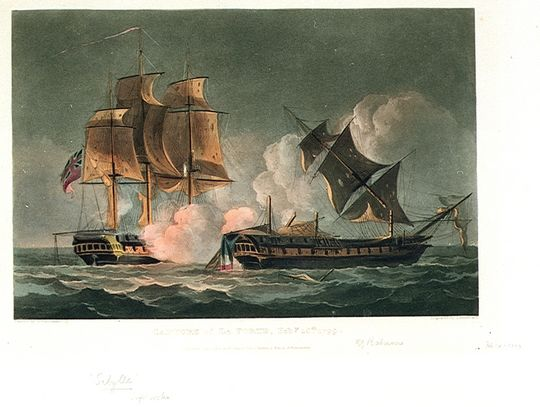
L'HMS Sybille combat la Forte le 28 février 1799.

Dans la soirée du 27 février 1799 (en), il capture les navires Endeavour et Lord Mornington ; à son insu, les éclairs de la bataille sont repérés par le HMS Sybille de 38 canons, commandé par le capitaine Edward Cooke. Elle est repérée par les officiers de Forte et identifiée comme une frégate britannique, mais Beaulieu-Leloup insiste sur le fait qu'elle est un autre navire de la British East India Company et envoie son équipage dormir pour la nuit. Ce n'est que lorsque l'intention d'intercepter de la Sybille devient évidente que Beaulieu-Leloup appelle aux postes de combat ; même à ce moment, il se rapproche et ordonne une attaque modérée, tirant un par un avec ses fusils pour tester son adversaire.
Cooke réserve son feu et manœuvre dans une position de ratissage avant de livrer une bordée dans la poupe de Forte. Dans les dégâts, la confusion et la fumée causés par l'incendie de la Sybille, la Forte commence à tirer par erreur sa batterie de tribord sur l'une de ses propres prises, laissant la Sybille libre de venir et de livrer une deuxième bordée de ratissage de son autre batterie. Les deux frégates commence alors à échanger des bordées à bout portant, blessant mortellement Cooke à 1 h 30 ; dix minutes plus tard, Beaulieu-Leloup est tué par un boulet de canon.
Après la mort de Beaulieu-Leloup, le commandement de la Forte passe au lieutenant Vigoureux, qui se tue lui-même à 14 heures. Le lieutenant Luco prend à son tour le relais et tente de manœuvrer la Forte, mais tout son gréement s'est effondré, mettant fin à sa résistance.La Sybille grêle. Le lendemain matin, la Sybille hisse un drapeau français pour tromper l'équipage de prise sur Endeavour et Lord Mornington et reprend les navires, mais la ruse est déjouée et les deux Indianams s’échappent.